# Петър Арсовски
Петър Арсовски (на македонска литературна норма: Петар Арсовски) е актьор от Социалистическа република Македония.

## Биография
Роден е на 12 юни 1945 година във велешкото село Мокрени. Завършва Факултета за драматични изкуства на Скопския университет. През 1971 дебютира в игралното кино с филма „Македонският дял от пъкъла“. От 1974 започва да работи в Македонския народен театър.

## Филмография[2]
- Македонският дял от пъкъла (1971)
- Изстрел (1972) – Игор
- Присъда (1977)
- Време, води (1980)
- Южна пътека (1982)
- Нали ти рекох (1984)
- Възел (1986)
- Честита нова 49 (1986)
- Татуиране (1991)
- Ангели на отбад (1995)
- Џипси пеџик (1997)
- Збогум на 20-тиот век (1998)
- Је ли јасно пријатељу (2000)
- Големата вода (2004)
- Бал-кан-кан (2005)
- Стапица на генералот (2006)
- Ова нее американски филм (2011)
- Трето полувреме (2012)
- Балканот не е мртов (2013)
- До балчак (2014)
- Лазар (2015)
- Златна петорка (2016)
- Ослободување на Скопје (2016)
- Сенки над Балканот (2017-2019)
- Ефектот на среќа (2019)
- Другарот (2020)
- Лена и Владимир (2023)